# Carl Kreßmann
Carl Kreßmann (Carl III.) (* 4. Januar 1897 in Gera; † 8. Mai 1975 in Hildesheim) war ein deutscher Warenhausbesitzer.

## Biografie
Kreßmann war der Sohn des Kaufmanns Wilhelm Kreßmann und der Enkel des Unternehmers Konrad Kreßmann. Er besuchte das Realgymnasium und absolvierte eine kaufmännische Lehre. Er diente als Soldat im Ersten Weltkrieg. Danach arbeitete er in verschiedenen Textilhäusern. Sein Großvater übernahm 1910 die Textilfirma Rudolf Honig in Schwerin. Carl Kreßmann war 1926 Mitinhaber des Textilhauses Kressmann in Schwerin, Kaiser-Wilhelm-Straße (heute Mecklenburgstraße 19/21/23). Er kaufte und betrieb 1936 in Hildesheim ein Warenhaus, das 1944 kriegszerstört und dann wieder aufgebaut wurde.
Kreßmann war verheiratet und hatte Kinder.

Die heutigen Textilhäuser Kressmann in Hildesheim, Schwerin und Wismar werden von Familienangehörigen der fünften Generation geführt (Stand 2020).